# Dorcadion pusillum
Dorcadion pusillum là một loài bọ cánh cứng trong họ Cerambycidae.